# Râul Cracu Tisei
Râul Cracu Tisei este un curs de apă, afluent al râului Cheia. 